# Cal de Ter

Cal de Ter est une série de romans de science-fiction de Paul-Jean Hérault, publiée entre 1975 et 1984 aux éditions Fleuve Noir, collection Anticipation.

## Univers

### Intrigue générale
Alors que la Terre est menacée d'extinction lors d'une course absurde à l'armement avec la colonie de Mars, Cal est mis en hibernation et expédié dans l'espace par son ami Giuse.
Après un voyage de plusieurs milliers d'années, il se retrouve sur une planète, Vaha. Elle est peuplée d'une espèce semblable à l'homme, à un stade d'évolution préhistorique. Ce peuple semble pacifique et matriarcal, Cal décide de l'accompagner et le protéger.
Il découvre une base construite par une autre espèce extra-terrestre, les Loys. Grâce à leur technologie, il peut construire des robots et se mettre en hibernation pour mener à bien sa mission.
Celle-ci est régulièrement compliquée par des événements sur Vaha et par des dangers venus de l'espace ou de la technologie Loy.

### Personnages
Cal est le héros de la série.
Son meilleur ami terrien est Giuse.
Les super-robots sont des robots complexes, capables d'appréhender et reproduire des comportements humains. 
HI et JI sont les super-ordinateurs hérités de la technologie Loy.

## Œuvres

### Série originale
1. Le Rescapé de la Terre, Fleuve Noir Anticipation no 691, 1975Réédité en 1989 avec le no 1716
2. Les Bâtisseurs du monde, Fleuve Noir Anticipation no 714, 1976Réédité en 1990 avec le no 1722
3. La Planète folle, Fleuve Noir Anticipation no 776, 1977
4. Hors contrôle, Fleuve Noir Anticipation no 895, 1979
5. 37 minutes pour survivre, Fleuve Noir Anticipation no 933, 1979
6. Chak de Palar, Fleuve Noir Anticipation no 1005, 1980
7. Cal de Ter, Fleuve Noir Anticipation no 1281, 1984

### Extensions
- Le Retour de Cal de Ter, Rivière blanche Anticipation/Fiction no 2037, Collectif PJ Herault, 2007
- L'Épopée de Cal de Ter, Rivière blanche Anticipation/Fiction no 2064, Collectif PJ Herault, 2009

### Rééditions
- Cal de Ter, l'intégrale tome 1, Milady, 2012Réédition des trois premiers romans de la série
- Cal de Ter, l'intégrale tome 2, Milady, 2012Réédition des quatrième et cinquième romans de la série
- Cal de Ter, l'intégrale tome 3, Milady, 2013Réédition des deux derniers romans de la série et de la nouvelle Le Secret des Loys (préalablement parue dans Le Retour de Cal de Ter), suivie de la nouvelle inédite L'Intervention finale